# 질중성
질중성(窒中聖, ? ~ 기원전 173년)은 전한 초기의 제후로, 개국공신 질중동의 아들이다.

## 생애
고제 12년(기원전 195년), 질중동의 뒤를 이어 청후(淸侯)에 봉해졌다.
문제 7년(기원전 173년)에 죽으니 시호를 경(頃)이라 하였고, 작위는 아들 질중부가 이었다.

## 출전
- 사마천, 《사기》 권18 고조공신후자연표(高祖功臣侯者年表)
- 반고, 《한서》 권16 고혜고후문공신표(高惠高后文功臣表)

| 전임 아버지 청간후 질중동 | 전한의 청후 기원전 194년 ~ 기원전 173년 | 후임 아들 청강후 질중부 |